# Каньотто, Таня
Таня Каньотто (итал. Tania Cagnotto, род. 15 мая 1985 года) — итальянская прыгунья в воду, двукратный призёр Олимпийских игр 2016 года, чемпионка мира 2015 года и 20-кратная чемпионка Европы в 2004—2016 годах. Первая итальянка, выигравшая медаль в прыжках в воду на чемпионатах мира. Является членом федерации Sport Federation Federazione Italiana Nuoto и её спонсирует компания GN Fiamme Gialle — Bolzano Nuoto.

## Биография
Каньотто родилась в Больцано в семье Джорджо Каньотто (род. 1947), обладателя четырёх медалей на Олимпийских играх в прыжках в воду, и Кармен Кастейнер (род. 1954) — итальянской прыгуньи в воду, участницы Олимпийских игр 1976 года.
Заниматься прыжками Каньотто начала в 6 лет в родном Больцано. Свою первую медаль Таня завоевала в возрасте 14 лет, а позже выиграла ещё несколько чемпионатов в Европе и США. За взрослую сборную Италию дебютировала в 2000 году на континентальном первенстве в Финляндии. На чемпионатах Европы по водным видам спорта и по прыжкам в воду она завоевала 25 медалей, из которых 17 золотых. На чемпионатах мира по водным видам спорта на счету Тани одна золотая, 3 серебряные и 6 бронзовых медалей. Наивысшими олимпийскими достижениями для Каньотто являются серебряная медаль в синхронных прыжках с трёхметрового трамплина, завоёванная в паре с Франческой Даллапе, и бронзовая награда в индивидуальных прыжках с трёхметрового трамплина на Олимпийских играх 2016 года. Для Каньотто Игры в Рио-де-Жанейро стали пятыми в карьере. Такое же количество участий на своём счету до этих Игр имели всего 6 прыгунов, среди которых и отец Тани Джорджо Каньотто.
Наиболее сложные прыжки итальянской спортсменки: 3,5 сальто назад в группировке и 2,5 сальто вперед с 3 пируэтами. Трижды признавалась лучшей прыгуньей года в Европе по версии LEN (2009, 2013, 2015).
Последний раз выходила на старт в мае 2017 года, после чего объявила о завершении спортивной карьеры и намерении стать тренером.

### Каньотто на Олимпийских играх
| Дисциплина              | 2000 | 2004 | 2008 | 2012 | 2016 |
| ----------------------- | ---- | ---- | ---- | ---- | ---- |
| Трамплин, 3 метра       | 18   | 8    | 5    | 4    | 3    |
| Синх. трамплин, 3 метра | —    | —    | —    | 4    | 2    |
| Вышка, 10 метров        | —    | 8    | 13   | —    | —    |

## Личная жизнь
- 24 сентября 2016 года вышла замуж за Стефано Паролина[2][3]. 23 января 2018 года у пары родилась дочь Майя[4]. 5 марта 2021 года супруги стали родителями дочери Лизы[5].
- Окончила Хьюстонский университет.